# Borschtsch

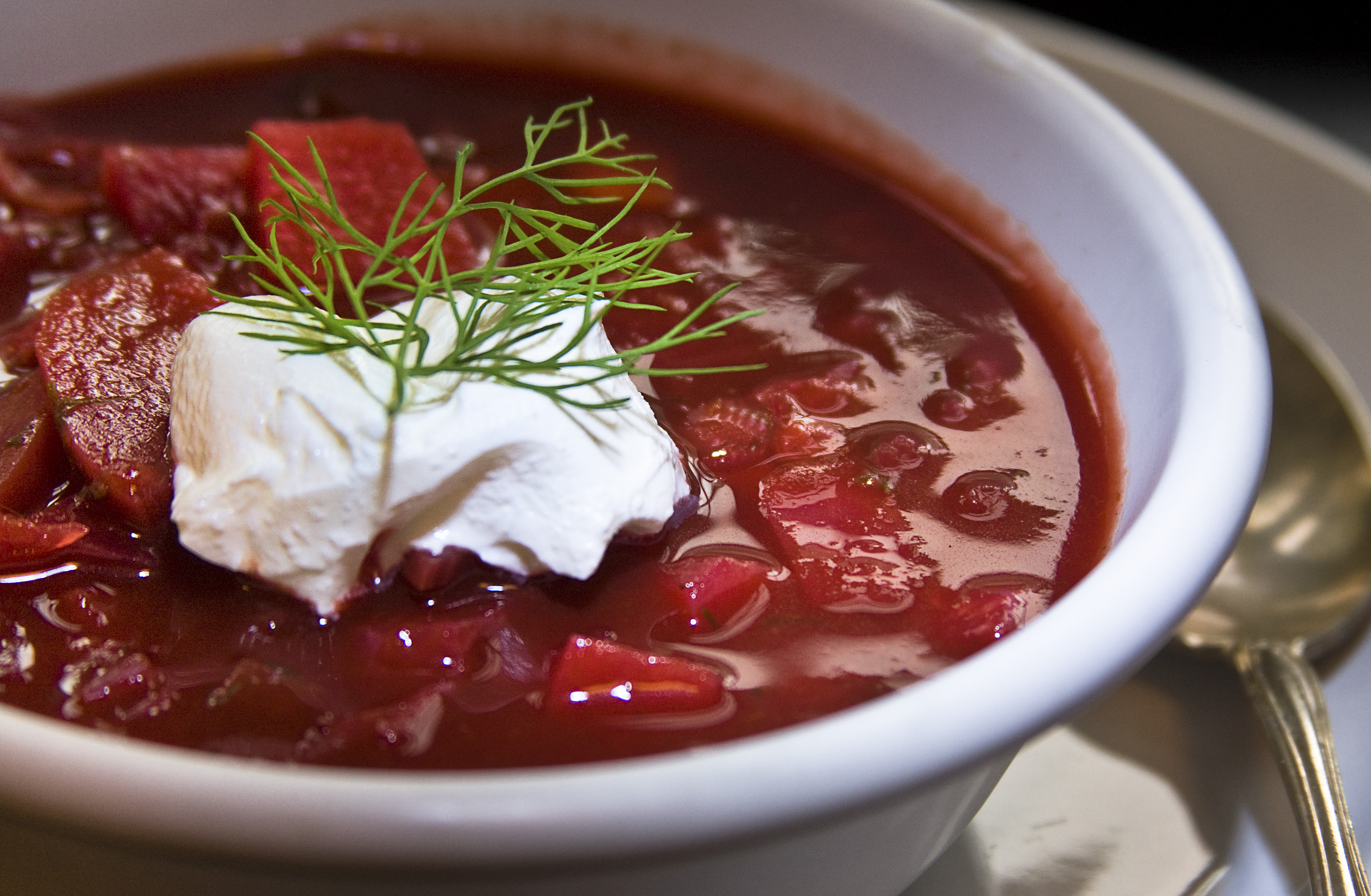
Ein Teller Borschtsch

Borschtsch (von ukrainisch борщⓘ [bɔrʃt͡ʃ], russisch борщⓘ [borɕː], polnisch barszczⓘ [ˈbarʂt͡ʂ], jiddisch באָרשט [borsht], rumänisch borș; deutsch Beetenbartsch) ist eine Suppe, die traditionell mit Roter Bete und Weißkohl zubereitet wird und deren Zubereitung vor allem in Ost- und Ostmitteleuropa sehr verbreitet ist. Die Herkunft des Wortes „Borschtsch“ beziehungsweise „Barszcz“ liegt höchstwahrscheinlich im slawischen Namen für den Wiesen-Bärenklau: Im Mittelalter waren dessen ungiftige Sprossen und junge Blätter ein fester Bestandteil der Suppe.

## Beschreibung
Borschtsch wird in einem Gebiet, das sich von Polen und Rumänien über die Ukraine, Belarus und Litauen bis nach Russland erstreckt, traditionell zubereitet. Borschtsch wird allerdings nicht unbedingt als eigenständige Mahlzeit, sondern oft als Suppe oder Zwischengericht zum Mittag- oder Abendessen serviert. Im südlichen Upstate New York existierte der von polnisch-jüdischen Emigranten begründete Borscht Belt.
Charakteristisch für die Zubereitung ist (wie bei vielen osteuropäischen Suppengerichten) die lange Garzeit bei geringer Hitze. Vor dem Servieren sollte Borschtsch mit saurer Sahne und frischen Küchenkräutern (meist Dill, auch Knoblauchblättern oder Petersilie) verfeinert werden. Zum ukrainischen Borschtsch wird oft ein (gesalzener) Knoblauch-Öl-Dip sowie in jedem Fall frisches Brot gereicht. Die ostpreußische Version Beetenbartsch wird zusammen mit saurer Sahne und Rindfleisch zubereitet.

### Regionale Varianten
Die Zusammensetzung ist regional unterschiedlich, fast immer gehören jedoch Fleisch, unvergorene oder vergorene Rote Bete und Weißkohl dazu.
Ukrainischer Borschtsch besteht aus unvergorener Rote Bete, Zwiebeln, Weißkohl, Karotten, Kartoffeln und Rindfleisch. Traditionellerweise solle in Borschtsch so viel Gemüse enthalten sein, dass ein Holzlöffel im Suppentopf stehen bleibt.
Polnischer Barszcz wird dagegen auf der Basis eines Extrakts aus vergorener Roter Bete (oder Rote-Bete-Saft) angesetzt. Die Suppe wird meist klar, seltener püriert angerichtet. Als Einlage kommen oft Uszka (Teigtaschen mit Pilz-, Kraut- oder Fleischfüllung) oder hartgekochte Eier hinzu; als Beilage dienen oft Krokiet (ein dünner Eierpfannkuchen mit pikanter Füllung, oft paniert) oder Kołaczyk (gefülltes Hefebrötchen). In Stettin wird Borschtsch auch als Getränk mit Stettiner Pastetchen serviert. Manchmal wird auch etwas Sauerrahm dazugegeben (Barszcz zabielany), wodurch die Suppe eine charakteristische violette Färbung erhält.
Russischer Borschtsch existiert in vielen regionalen Rezepten in der russischen Küche. Beispiele sind der Moskauer Borschtsch mit Rindfleischstücken, Schinken und Wiener Würstchen; Sibirischer Borschtsch mit Fleischbällchen; und Pskower Borschtsch mit getrocknetem Stint aus den örtlichen Seen.
Ostpreußischer Beetenbartsch ist hingegen sämiger.
In Osteuropa lebende aschkenasische Juden passten Borschtsch ihren religiösen Vorschriften an. Da das Kombinieren von Fleisch mit Milch durch die Kaschrut verboten ist, entwickelten sie zwei Varianten der Suppe: eine fleischige und eine milchige.
Daneben gibt es noch viele andere Spezialrezepte, wie Fisch-Borschtsch oder Wiesen-Sauerampfer-Borschtsch (grüner Borschtsch).

### Kalter Borschtsch

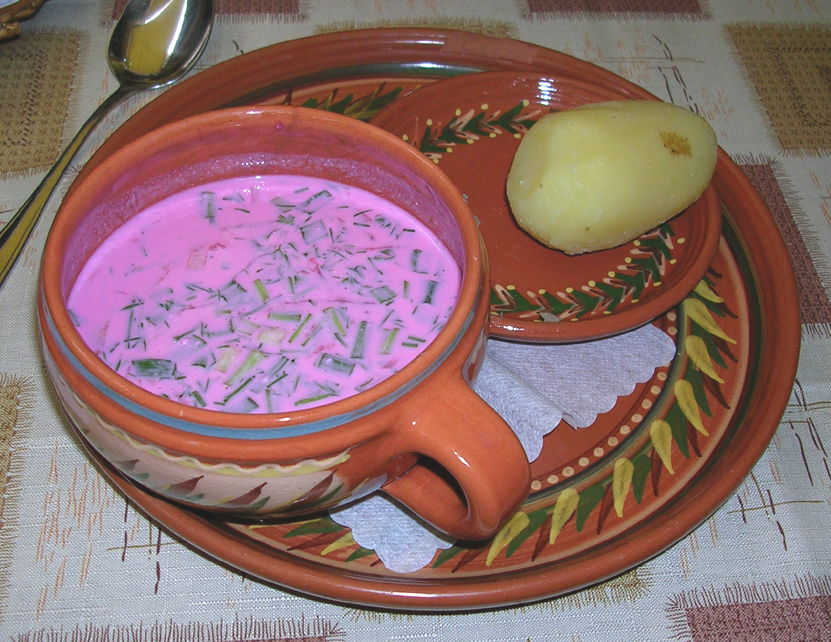
Litauischer kalter Borschtsch (šaltibarščiai)

Kalter Borschtsch – (als Oberbegriff für kalte Suppen oder Eintöpfe benutzt man ukr. холодник (holodnik); rus. свекольник (svekolnik); poln. chłodnik; lit. šaltibarščiai; lett. aukstā zupa) ist ebenfalls eine Rote-Bete-Suppe, wird aber völlig anders zubereitet und vor allem im Sommer gegessen. Sie enthält weder Fleisch noch Kohl; Grundlage ist Kefir oder saure Sahne. Die Suppe wird nicht gekocht, sondern kalt zubereitet – die Rote Bete separat gekocht. Auch hier gibt es regionale Varianten.

## Wandel bei Zutaten und Zubereitung
Eine verbreitete Legende meint, dass bereits der Name „Barszcz“ für den Wiesen-Bärenklau verrate, von dem der Begriff „Borschtsch“ stamme, dass Borschtsch in früheren Zeiten ziemlich grün und nicht rot wie heute gewesen sei: Blätter und Stängel des Wiesen-Bärenklaus seien mit Wasser übergossen und ungefähr eine Woche lang stehen gelassen worden. Dabei setzte eine Milchsäuregärung ein. Durch die gleichzeitig verwendeten Hefen sei zusätzlich ein wenig Alkohol entstanden. Als die Rote Bete aus Italien über Deutschland nach Polen gelangten, sei ein Grund für ihre Beliebtheit als Suppengemüse wohl gewesen, dass sich die Rote Bete bis tief in den Winter lagern lassen, während der Wiesen-Bärenklau nur frisch genutzt werden konnte und nicht lagerfähig war; die zuvor verwendete Milchsäuregärung wurde dadurch eine andere Art von Gärung ersetzt. Im 20. Jahrhundert sei aus dem traditionellen Borschtsch der heute bekannte rote „Schnelleintopf“ geworden, der säuerliche Geschmack werde bei diesem durch Zugabe von Essig erzeugt.

## Immaterielles Kulturerbe
Vor dem Hintergrund des russischen Überfalls auf die Ukraine hat die UN-Kulturorganisation UNESCO in einem beschleunigten Verfahren die „Kultur der ukrainischen Borschtsch-Küche“ im Juli 2022 in die Liste des dringend erhaltungsbedürftigen Immateriellen Kulturerbes aufgenommen. Die Borschtsch-Kochkunst gelte in der Ukraine als ein wichtiger Bestandteil des Familien- und Gemeinschaftslebens, der von besonderer Bedeutung für den gesellschaftlichen Zusammenhalt sei.